# Marcus Aurelius Polynice et Marcus Aurelius Mollicius Tatianus
Marcus Aurelius Polynice et son frère Marcus Aurelius Mollicius Tatianus, auriges originaires de Rome, étaient les fils du célèbre cocher Polynice. 
Ils ont eu une carrière assez courte. Le frère aîné, Marcus Aurelius Polynice, est mort à 29 ans, quant à Marcus Aurelius Mollicius Tatianus, il trouva la mort à 20 ans. Tous les deux ont couru pour les quatre factions du cirque : les Bleus (veneta), les Verts (prasina), les Rouges (russata) et les Blancs (albata). 

## Traduction
Marcus Aurelius Polynice, orignaire d'ici, a vécu 29 ans, 9 mois et 5 jours. Il a remporté 739 palmes, à savoir : chez les Rouges 655, chez les Verts 55, chez les Bleus 12 et chez les Blancs 17. Il a remporté trois fois le prix de 40 000 sesterces, vingt-six fois le prix de 30 000 sesterces et onze fois le prix simple de [......] sesterces. Il totalisa huit victoires avec un attelage de 8 chevaux, neuf avec un attelage de 10 chevaux et trois avec un attelage de 6 chevaux.

## Source
CIL VI, 10049a et b
ILS, 5286